# Os Fungos de Yuggoth
Os Fungos de Yuggoth (Fungi from Yuggoth no original) é um poema de H. P. Lovecraft. Foi produzido no período de 27 de Dezembro de 1929 a 4 de Janeiro de 1930. Possui 36 sonetos. Obra de terror cósmico, versa sobre uma raça alienígena que habitaria o último planeta do sistema solar, desconhecido dos humanos. Esses elementos pertencem aos Mitos de Cthulhu.
Ele pode ser apreciado na tradução de Nicolau Saião em: http://www.arquivors.com/fungos.htm.
Yuggoth (ou Iukkoth) seria um pequeno planeta sólido com a sua órbita exterior à de Netuno, terra natal de uma raça de criaturas terríveis insectóides da dimensão de um homem com a capacidade de voar através do vácuo inter-planetário - os Fungos. Donos de uma tecnologia incrivelmente avançada, os Fungos vagueiam por todo o sistema solar, incluindo a Terra.
Lovecraft concebeu Yuggoth antes da descoberta oficial de Plutão, baseado nas teorias sobre sua existência (estas eram defendidas pra explicar as anomalias na órbita de Netuno).